# Mangora antillana
Mangora antillana es una especie de Arachnida del género Mangora, de la familia Araneidae, del orden Araneae.

## Distribución
Mangora antillana se distribuye por Martinica.

## Taxonomía
Fue descrita científicamente por Dierkens, 2012. Dierkens, M. (2012b). Description de Mangora antillana, nouvelle espèce d'Araneidae de Martinique (Petites Antilles). Cahiers Musée des Confluences - Études scientifiques 3: 67-69.